# New Mountain
Der New Mountain ist ein 2260 m (nach neuseeländischen Angaben 2387 m) hoher Berg im ostantarktischen Viktorialand. In den Quartermain Mountains ragt er dem Arena Valley und der Windy Gully an der Südseite des Taylor-Gletschers auf. 
Teilnehmer der Discovery-Expedition (1901–1904) unter der Leitung des britischen Polarforschers Robert Falcon Scott kartierten und benannten ihn.